# Marcjan Zaleski
Marcjan (Marcin) Zaleski herbu Lis (zm. przed 23 maja 1663 roku) – pisarz ziemski sieradzki w latach 1619–1661, poseł na sejm konwokacyjny 1648 roku.
Poseł na sejm 1631 roku. W czasie elekcji 1632 roku został sędzią generalnego sądu kapturowego Był elektorem Władysława IV Wazy z województwa sieradzkiego w 1632 roku. W czasie elekcji 1648 roku został sędzią generalnego sądu kapturowego.
Poseł sejmiku szadkowskiego na sejm nadzwyczajny 1652 roku.